# Матриксизм
Матриксизм, или путь Избранного, — пародийная религия, вдохновлённая медиафраншизой «Матрица».
Задумана анонимной группой людей летом 2004 года, которая утверждала, что к маю 2005 года они привлекли 300 человек, а на сайте движения на хостинге GeoCities заявлялось о наличии более 1600 участников.

## История
Матриксизм, также известный как «Путь Избранного», был основан в 2004 году. Сайт на Yahoo GeoCities создан анонимным источником и послужил основой для религии. Матриксизм вдохновлён трилогией Матрица и связанными рассказами (в том числе Аниматрица). Тем не менее, эти произведения не являются единственной основой религии. Идеалы Матриксизма можно проследить в начале XX века в «Провозглашении всеобщего мира» — записи переговоров с Абдул-Баха во время его путешествия на Запад в США. Это также не первый случай, когда его книги послужили источником вдохновения для создания религиозной общины.

## Принципы
Матриксизм несёт в себе четыре основных убеждения, которые называют «четыре принципа Матриксизма». Вкратце они таковы: вера в мессианское пророчество, использование психоделических наркотиков как таинство, восприятие реальности как многоуровневой и полусубъективной, а также приверженность принципам по крайней мере одной из мировых религий. На сайте Матриксизма отмечают 19 апреля как праздник, иначе известный как День велосипеда; 19 апреля отмечается эксперимент с ЛСД 1943 года Альберта Хофмана.

## Символика
Принятый символ для Матриксизма — японский символ кандзи означающий «красный». Этот символ был использован в видеоигре Enter the Matrix. Цвет это отсылка на красную таблетку, которая представляет собой принятие и способность видеть истину, как рассказано в начале первого фильма «Матрица».

## В мире
- Существует дискуссия о том, действительно ли последователи Матриксизма серьёзно относятся к своей практике; однако, религия (реальная или нет) получила некоторое внимание в СМИ[14][15][16][17].